# Nebaliopsis
Nebaliopsis is een geslacht van kreeftachtigen uit de klasse van de Malacostraca (hogere kreeftachtigen).

## Soort
- Nebaliopsis typica G.O. Sars, 1887